# Колесників Юрій
Ю́рій (Гео́ргій) Коле́сників (Коле́сников) — бандурист, артист, учасник Полтавської капели бандуристів з 1925 р. та об'єднаної Київської капели бандуристів з 1935 р.